# Art Buchwald

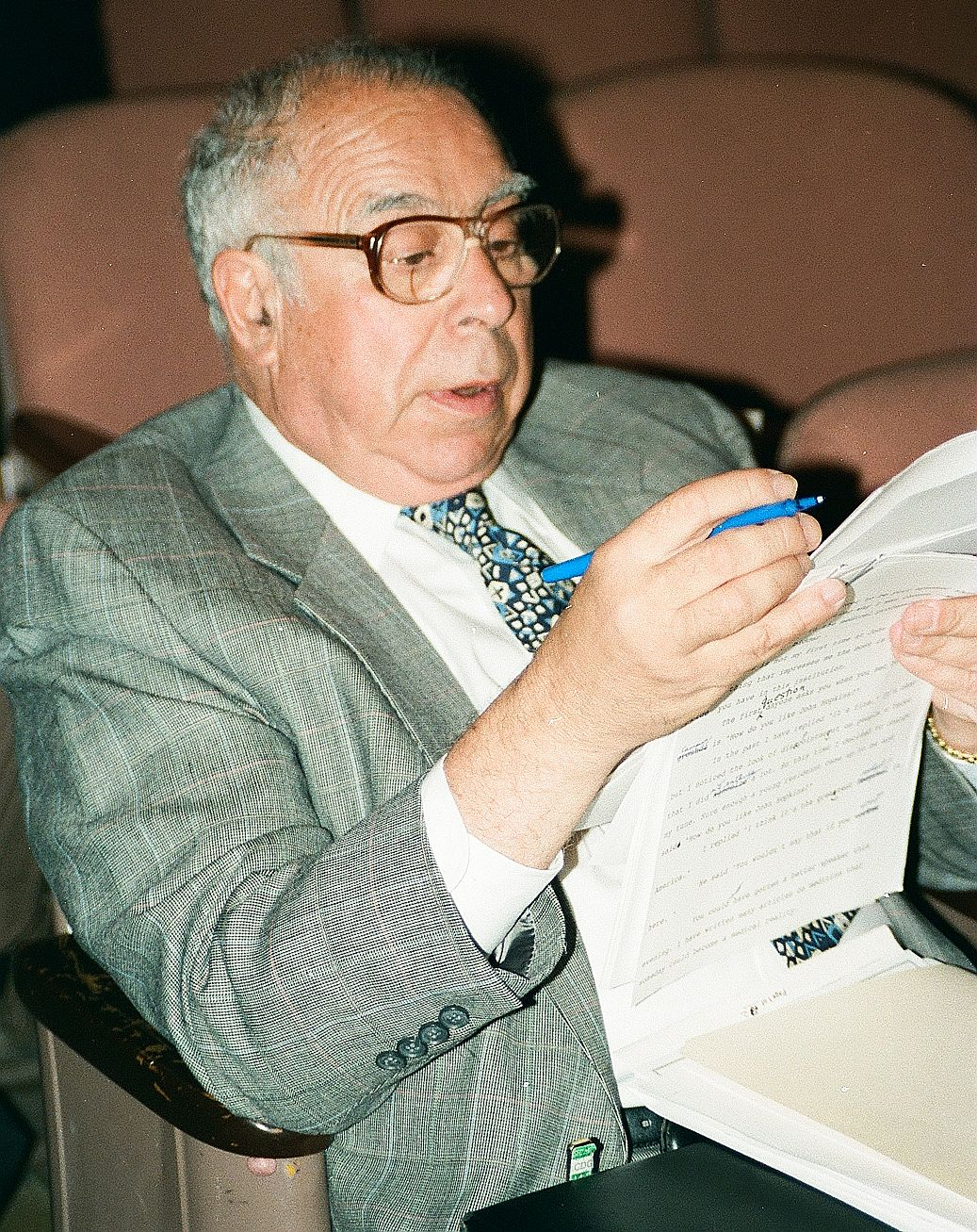

Arthur „Art“ Buchwald (* 20. Oktober 1925 in Mount Vernon, New York, USA; † 17. Januar 2007 in Washington, D.C.) war ein US-amerikanischer Publizist und Humorist.

## Leben
Art Buchwald war der Sohn des österreichisch-jüdischen Emigranten Joseph Buchwald und seiner ungarischen Frau Helen Klineberger. Buchwald sen. floh in die USA vor dem Kriegsdienst in der k.u.k. österreichisch-ungarischen Armee und eröffnete einen Betrieb zur Herstellung von Vorhängen und Schonbezügen. Art Buchwald lernte seine Mutter nie kennen, da sie kurz nach seiner Geburt in eine psychiatrische Klinik eingewiesen wurde und es auch später zu keinen Besuchen kam. Er hatte drei Schwestern, Alice, Edith und Doris. Er wuchs in Forest Hills auf, in einer Gemeinde vom Stadtbezirk Queens in New York City. Seine Kindheit und Jugend verbrachte er in Waisenheimen und Ersatzfamilien. Hier lernte er, sich zu behaupten und Anerkennung zu finden, indem er die Menschen zum Lachen brachte. Den High-School-Abschluss machte er nicht mehr, sondern ging mit siebzehn Jahren zur Armee.
Buchwald leistete von 1942 bis 1945 Militärdienst bei der Reserve des US Marine Corps. Nachdem er in den 1940er Jahren bei der Zeitschrift Variety als Kolumnist tätig gewesen war, ging er 1949 nach Paris, wo er bis 1962 für den New York Herald Tribune arbeitete. In dieser Zeit berichtete er in seiner Kolumnensammlung Paris After Dark vor allem über das Nachtleben der französischen Hauptstadt. Ab 1951 folgte die Kolumne Mostly About People, später Europe’s Lighter Side.
In Paris lernte er auch seine Frau Ann McGarry kennen, die als Autorin für den Modedesigner Pierre Balmain in Paris arbeitete. Sie heirateten 1952 und adoptierten drei Kinder.
Seine Kolumnen erschienen in mehr als 300 verschiedenen US-amerikanischen Zeitungen und Zeitschriften. Der als König der Satire gefeierte Autor schrieb mehr als 8000 Kolumnen und 30 Bücher.
Buchwald prozessierte 1990 gegen Paramount Pictures wegen rechtswidriger Adaption einer seiner Erzählungen. Der auf dieser Erzählung basierende Film Coming to America (deutsch: Der Prinz aus Zamunda) mit Eddie Murphy erschien 1988. Buchwald gewann den Prozess.
Nach schweren gesundheitlichen Problemen, insbesondere einem Schlaganfall im Jahr 2000, einem schweren Nierenleiden sowie einer Beinamputation Anfang 2006, zog sich Buchwald auf ärztliches Anraten zum Sterben in ein Hospiz zurück. Dort empfing er zahlreich Besuch und erholte sich wider Erwarten, so dass er die Einrichtung wieder verlassen konnte. Sein in dieser Zeit geschaffenes letztes Buch betitelte er Too Soon to Say Goodbye (Deutscher Titel: Ich hatte keine Ahnung, dass Sterben so viel Spaß machen kann). Buchwald verstarb am 17. Januar 2007 in einem Hospiz in Washington, D.C. an Nierenversagen. Buchwalds Frau Ann starb bereits 1994.
1986 wurde Buchwald in die American Academy of Arts and Letters gewählt.

## Veröffentlichungen (Auswahl)
- Ich hatte keine Ahnung, dass Sterben so viel Spaß machen kann. Ullstein, Berlin 2007, ISBN 978-3-550-08708-0 (englisch: Too soon to say goodbye. Übersetzt von Nina Pallandt).
- Schlafmützen aller Länder, vereinigt euch! Die Ungereimtheiten dieser Welt – mit spitzer Feder aufgespießt. Fischer Digital, Frankfurt am Main 2018, ISBN 978-3-10-562100-4.
- Laßt Euch bloß nicht unterkriegen. Fischer Digital, Frankfurt am Main 2018, ISBN 978-3-10-562099-1.
- Nix wie Ärger mit Computern − und andere Leidensgeschichten vom Segen des Fortschritts. Fischer Taschenbuch, Frankfurt am Main 2019, ISBN 978-3-596-32088-2 (englisch: You can fool all of the people all the time. Übersetzt von Hardo Wichmann).

## Auszeichnungen
1982 bekam Buchwald den Pulitzer-Preis für seine satirischen Kommentare, die er für die Los Angeles Times verfasst hatte und 1983 als Buch veröffentlichte („While Reagan slept“). 1986 wurde er in die Academy and Institute of Arts and Letters gewählt.

## Einzelbelege
1. ↑  Art Buchwald, 81, Columnist and Humorist Who Delighted in the Absurd, New York Times, 18. Januar 2007
2. ↑  „Der Spiegel“ Heft 4/2007 (Memento vom 12. Februar 2011 im Internet Archive)
3. ↑  Members: Art Buchwald. American Academy of Arts and Letters, abgerufen am 18. Februar 2019.
4. ↑  1982 Pulitzer Prizes. Abgerufen am 16. Oktober 2019 (englisch).

| Personendaten    | Personendaten                            |
| ---------------- | ---------------------------------------- |
| NAME             | Buchwald, Art                            |
| ALTERNATIVNAMEN  | Buchwald, Arthur                         |
| KURZBESCHREIBUNG | US-amerikanischer Publizist und Humorist |
| GEBURTSDATUM     | 20. Oktober 1925                         |
| GEBURTSORT       | Mount Vernon, New York, USA              |
| STERBEDATUM      | 17. Januar 2007                          |
| STERBEORT        | Washington, D.C., USA                    |